# Eunidia ochreoapicalis
Eunidia ochreoapicalis là một loài bọ cánh cứng trong họ Cerambycidae.